# Rose-Élise Chalamet
Rose-Élise Chalamet est auteur de livres de pédagogie et (sous les pseudonymes de Jacques Naurouze et Jean Rozane) romancière française née le 11 juillet 1848 à Tournon-sur-Rhône (Ardèche) et morte le 11 février 1925 à Courseulles-sur-Mer (Calvados). Elle a reçu en 1894 le prix Botta de l'Académie française.
Elle est la sœur de l'homme politique Henri Chalamet.

## Pédagogie et œuvres sociales
Rose Chalamet participe à la réforme des écoles maternelles et fonde en France la première école frœbelienne. Dans le cadre des Universités populaires de Paris, elle anime les Maisons universitaires, résidences sociales pour travailleurs intellectuels, en créant notamment, en 1897, la résidence University Hall au 95, boulevard Saint-Michel.

## Ouvrages

### Sous son patronyme Rose-Élise Chalamet
- 1883 : Delagrave. L'école maternelle : étude sur l'éducation des petits enfants sur Gallica.
- 1893 : Armand Colin. L'année préparatoire d'économie domestique : ménage, devoirs dans la famille, cuisine, jardinage, blanchissage, entretien du linge, couture, à l'usage des écoles de filles sur Gallica.
- 1893 : Armand Colin. La première année d'économie domestique (livre de l'élève) : morale, soins du ménage, hygiène, jardinage, travaux manuels, suivie de notions d'instruction civique et de droit usuel, à l'usage des écoles de filles sur Gallica.
- 1893 : Armand Colin. La première année d'économie domestique (livre du maître) : morale, soins du ménage, hygiène, jardinage, travaux manuels, suivie de notions d'instruction civique et de droit usuel, à l'usage des écoles de filles sur Gallica.
- 1908 : Les Ouvrières domestiques, L'Action populaire, publication trimensuelle. N° 184, Reims.

### Sous le pseudonyme de Jacques Naurouze
- 1889 : Armand Colin. La Mission de Philibert. Les Bardeur-Carbansane : histoire d'une famille pendant cent ans, vol. 1 sur Gallica.
- 1891 : Armand Colin. Frères d'Armes. Les Bardeur-Carbansane : histoire d'une famille pendant cent ans, vol. 2 sur Gallica.
- 1892 : Armand Colin. À travers La Tourmente. Les Bardeur-Carbansane : histoire d'une famille pendant cent ans, vol. 3 sur Gallica. Avec préface à M. Jules Claretie, de l'Académie française.
- 1893 : Armand Colin. L'Otage. Les Bardeur-Carbansane : histoire d'une famille pendant cent ans, vol. 4 sur Gallica.
- 1894 : Armand Colin. Séverine 1814-1815. Les Bardeur-Carbansane : histoire d'une famille pendant cent ans, vol. 5 sur Gallica.
- 1896 : Armand Colin. Autour d'un Drame. Les Bardeur-Carbansane : histoire d'une famille pendant cent ans, vol. 6 sur Gallica.
- 1899 : Armand Colin. Fils de Bourgeois. Les Bardeur-Carbansane : histoire d'une famille pendant cent ans, vol. 7 sur Gallica. Série de 7 romans, histoire d'une famille pendant cent ans
- 1926 : Armand Colin. Myrielle, jeune fille de France. « étude (quasi-autobiographique) d'une jeune-fille née vers 1850, meurtrie par la guerre de 1870, qui lui tue son fiancé, et dont la devise sera désormais « que ta peine mûrisse en bonté » », Henriette Charasson in La Femme de France, 30/01/1927

### Sous le pseudonyme de Jean Rozane
- 1895 : Armand Colin. Maldonne.

### Monographies
- Raoul Gout, L'Apostolat intellectuel et social d'Élise Chalamet.
- Jean Elisabeth Pedersen (édité sous la direction de Nimisha Barton, Richard S. Hopkins), Practiced Citizenship: Women, Gender, and the State in Modern France, U of Nebraska Press,  (ISBN 1-49-620666-5)
- Marie-Emmanuelle Chessel, Consommateurs engagés à la Belle Époque: La Ligue sociale des acheteurs, Presses de Sciences Po, 2012.
- Pierre Moulinier, Un campus universitaire au Quartier latin ? Le logement des étudiants français et étrangers à la Belle Époque, in La Babel étudiante, La cité internationale universitaire de Paris (1920-1950), édité par Dzovinar Kévonian et Guillaume Tronchet, Presses universitaires de Rennes, p. 45-57, https://books.openedition.org/pur/112091?lang=fr.